# 니먼 언론재단
니먼 언론재단(Nieman Foundation for Journalism)은 미국 하버드 대학교의 언론인 전문 연수 기관이다. 1938년 The Milwaukee Journal의 설립자인 루시우스 니만의 부인인 아그네스 니만이 140만 달러를 하버드에 기부하여 설립되었다